# Енкомій
Енкомій (encomiastia) – похвальні віршовані промови в Стародавній Греції на честь богів, героїв, які прославляють окремий звитяжний його вчинок  або його чесноту. Енкомії є одним із видів ораторського мистецтва та методом в рамках риторичної педагогіки. Вони були восьмою із чотирнадцятьох вправ прогімнасмати. Цей жанр літератури складається з п'яти елементів:
1. пролог;
2. породження та виховання людини;
3. події з її життя;
4. порівняння для висловлення похвали цій людині;
5. епілог.

Виконувались вони переважно під час святкових маніфестацій в супроводі ліри, формінги або авлоса. Відомо, що їх писали такі давньогрецькі поети як Сімонід та Піндар. Ці віршовані похвали переважно писались гекзаметром. Автори поетик класифікували їх як різновид епічної поезії. Прозові промови такого ж змісту у риториках називали панегіриками (panegyrici). В історії похвального жанру енкомій – гімн на честь певної особи – є попередником панегірика. Термін «панегірик» увів до літературного обігу у 380 р. до н. е. письменник і ритор Ісократ, назвавши так свою патріотичну промову на всенародних зборах афінян. Йому також належить розроблена теорія красномовства, на основі якої сформувався жанр панегіричної промови на честь видатної особи, переважно – можновладця.
Енкомій відноситься до етикетної літератури. Однак використовувати як абсолютний синонім до «етикетна» прикметник «похвальна» чи «хвалебна» література не можна, оскільки це справедливо лише стосовно певної частини етикетних творів – тих, які містять похвалу. 
Треба зауважити, що проблема коректного терміновживання у цій царині давня і дає про себе знати неодноразово. Наприклад, у київській поетиці Fons Castalius  у визначенні віршованої похвали окремому вчинку або чесноті героя енкомій замінено на панегірик, термін із галузі риторики, та віднесено цей вид віршів до ліричної поезії. Як відомо, енкомій загальноприйнято вважати різновидом епічної поезії. Цей випадок пояснюють тим, що це очевидний наслідок втрати терміном «панегірик» первісного значення підвиду етикетної поезії і набуття нового – хвалебний вірш взагальному. Дрейфування значення терміна виразно негативно позначилося на уявленні літературознавців про суть позначуваного ним явища: етикетна поезія, згідно вчення давніх теоретиків поезії, належала до епічного жанру і включала поміж іншим прокляття, утішні вірші, патетику, а не лише похвали особі. До епосу відносили всі основні види етикетних віршів: віншування, панегірики, подяки, заклики, плачі тощо.

## Енкомій в українській літературній творчості

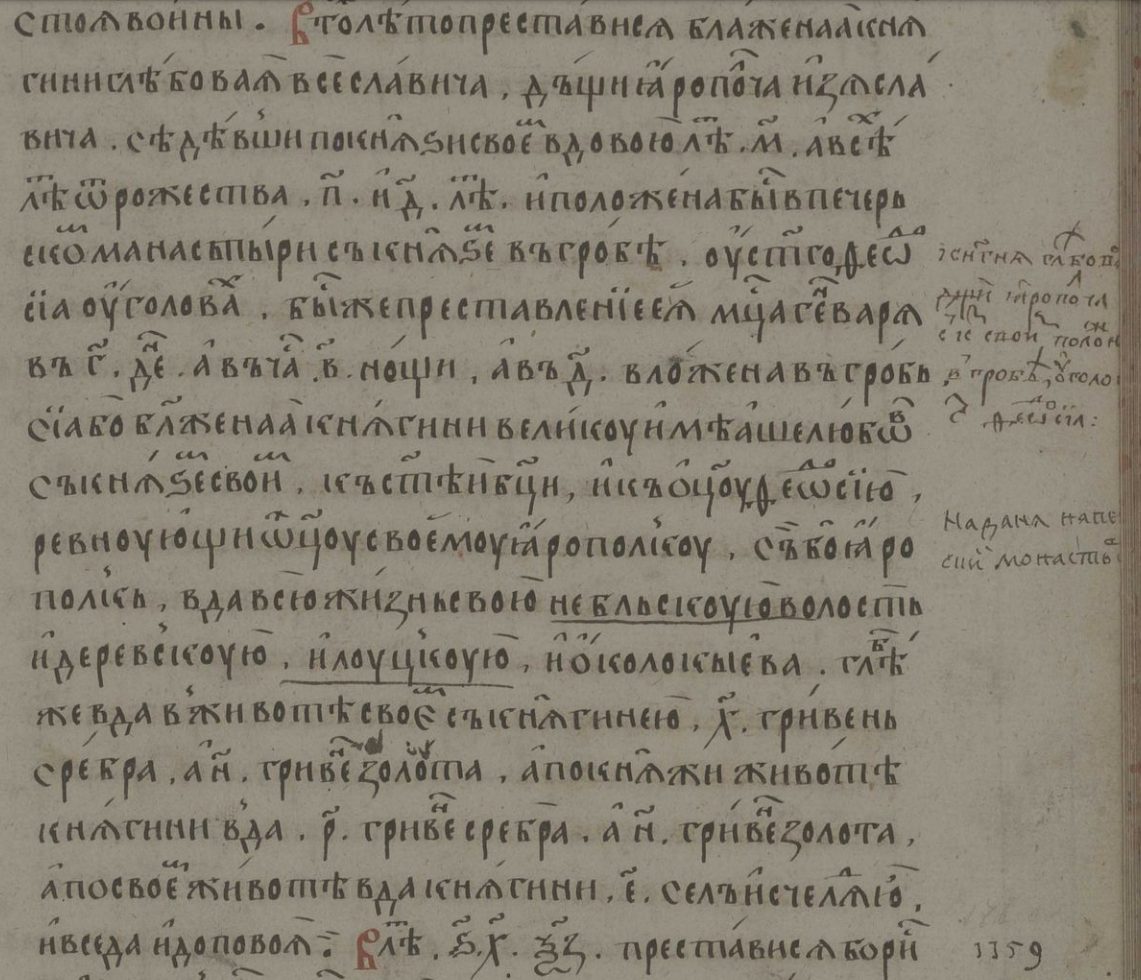
Енкомій княгині Ярополківні Мінській у Київському літописі.

В українській літературі до 30-х рр. XVII ст. енкомії писали переважно книжною українською мовою.
Відомими творцями похвальних віршів того часу були Опанас Заруцький, Микита Соколовський, Гнат Бузановський, Пилип Орлик, Олександр Бучинський-Яскольд, Михайло Козачинський. За твердженням О.Левицького, найбільшу славу панегіриста заслужив Стефан Яворський, який отримав у КМА звання «poeta laureatus» – (лавроносного поета).
Низки енкомій та панегіриків свого часу удостоївся ректор Києво-Могилянській академії Йоасаф Кроковський у таких творах: «Визначні почесті у День народження» (1708) Івана Нарольського, «Дім благочестя» (1708) Андрія Хмарного та інші. 
Особлива увага в поетиках уже згаданих авторів приділена ліричній поезії як мистецтву складати короткі пісні, де висловлюється радість, торжество, бажання, хвала, осуд не тільки осіб, але і тварин, предметів, часів і місць. Головне завдання лірики – принести насолоду завдяки квітучим тропам, красивим словам, прекрасному поєднанню стоп. Саме до різновидів ліричної поезії автори давніх українських поетик відносили оду, гімн, дифірамб. В Україні написання од не набуло значного поширення, хоча перші оди, написані книжною українською, латинською та польською мовами, датуються XVI століттям. Альтернативою цього жанру в українській писемній творчості є енкомії-панегірики. На початку XIX ст. під російським впливом з’являються нечисленні твори українських письменників названі одами, швидше, умовно. Наприклад, написана І. Котляревським «Пісня на новий 1805 год пану нашому і батьку князю… Куракіну»  лише згодом було перейменовано на оду Пантелеймоном Кулішем. 
Розгляд описів численних видів похвальних творів на сторінках тогочасних поетик засвідчив: такі твори відносили до двох поетичних видів:
- 1) епічного (поезія з нагоди дня народження (genethliaca), весільна поезія (epithalamica), енкомії – похвальні віршовані промови (encomiastica), прокляття (dirae), привітальні твори (paramithetica), поезія вдячності (eucharistica), хвала наукам (pathetica) та поховальна (epicedia);

- 2) ліричного (ода, дифірамб, гімн).

Усі різновиди, про що свідчить уже їхня назва, зародилися у давній Греції, (за винятком хіба що dirae – проклять, однак у грецькій літературі, безумовно, існували відповідні різновиди – наприклад, філіппіки). Вказані два види поезії походять від різних видів мистецтва: епічний з риторики, ліричний – з хорових народних співів. 
Аналіз класифікації літературних жанрів, здійснений у діахронії – від античних часів через поетики Ренесансу та пост-ренесансних епох з урахуванням традиційної в українському літературознавстві класифікації за родами і видами, дає підстави, стверджувати: твори, призначені уславлювати або ганити певну особу (явище) чи окремий вчинок – переважно з нагоди конкретної події у людському житті (в сукупності – етикетна література) за формою поділяються на прозові, що належать до епічного жанру, та поетичні, що належать до ліро-епічного жанру і поділяються на епіталами, епіцедії, енкомії, евхаристику та інші.

## Джерело
Жанровий поділ української неолатиністики XV—XIX ст. (до питання унормування літературознавчої термінології), 2013